# Второй Кембриджский каталог радиоисточников
Второй Кембриджский каталог радиоисточников (2C) — это астрономический каталог космических радиоисточников, обнаруженных на частоте 81,5 МГц, в диапазоне склонений от −38° до +83°. Впервые опубликован в 1955 году группой радиоастрономов из Кавендишской лаборатории Кембриджского университета (Кембриджская обсерватория) в статье .
Обзор неба и соответствующий каталог 2C были получены с помощью Кембриджского интерферометра. Каталог содержит координаты радиоисточников на эпоху 1950.0, и измеренные плотности потоков. Ссылки на объекты из этого каталога, в научной литературе, используют префикс 2C, после которого, через пробел указывают номер объекта, например 2C 1175.
Данный обзор был заменён намного более надёжным обзором 3C. Для каталога 3C также использовался Кембриджский интерферометр, но на частоте 159 МГц, что помогло значительно уменьшить эффект «путаницы» в последующем обзоре.

## Проверка космологических моделей
Кроме открытия новых радиоисточников, получения их потоков и координат, полные выборки источников, получаемые в обзорах, используют для статистических исследований, например подсчётов количества радиоисточников N c разными плотностями потока S: N(S). Подсчёты радиоисточников используют для проверки космологических моделей: полученный подсчёты сравнивают с подсчётами, предсказываемыми в различных моделях.
В случаи с данными каталога 2C, в начале казалось что зависимость N(S) имеет тренд, противоречащий некоторым космологическим моделям, например теории стационарной Вселенной. Наклон интегральной зависимости log N(log S), для однородного распределения радиоисточников, должен был бы иметь коэффициент −1.5. Но по данным Кембриджа, наклон соответствовал коэффициенту −3.0.

## Заметки
1. 1 2  Обзоры неба и соответственно полученные каталоги радиоисточников принято называть по местности, где расположен данный радиотелескоп.